# The Golden Wheel
Der The Golden Wheel war ein internationaler Wettbewerb im Bahnradsport auf der Radrennbahn von London Herne Hill in Großbritannien. Er wurde von 1962 bis 2014 ausgetragen.

## Geschichte
Entstanden als „The W.A. Smith Memorial Trophy“, wurde das Rennen kurze Zeit nach Gründung unter dem Namen „The Golden Wheel“ ausgerichtet. Es wurde von 1962 bis 2014 im Rahmen des Good-Friday-Meetings jeweils am Karfreitag eines Jahres ausgetragen. Ursprünglich was es ein Punktefahren über 5 britische Meilen. In den frühen 1980er-Jahren wurde dieses Rennen zu einem 10-km-Scratchrennen und in den frühen 1990er-Jahren in ein 20-km-Scratchrennen umgewandelt.

## Palmarès
- 1962  Brian Sandy
- 1963  Dave Bonner
- 1964  Tony Gowland
- 1965  Tony Gowland
- 1966  Jiří Daler
- 1967  Gert Bongers
- 1968  Harry Jackson
- 1969  Heinz Richter
- 1970  Peter Watson
- 1972  Michael Bennett
- 1973  Reno Olsen
- 1975  Maurice Burton
- 1976  Paul Medhurst
- 1977  Ronald Keeble
- 1978  Gordon Singleton
- 1979  Ian Hallam
- 1980  Gary Sadler
- 1981  Piers Hewitt
- 1982  Hugh Cameron
- 1983  Phil Thomas
- 1984  Phil Thomas
- 1987  Darryl Webster
- 1988  Gary Coltman
- 1989  Russell Williams
- 1993  Tony Doyle
- 1994  Richard Hughes
- 1995  Rob Hayles
- 1996  Rob Hayles
- 1997  Rob Hayles
- 1999  Martijn Lust
- 2000  Colin Sturgess
- 2001  Anthony Gibb
- 2002  James Taylor
- 2003  Stuart O’Grady
- 2005  Jon Norfolk
- 2006  Malcolm Elliott
- 2007  Jason Allen
- 2008  Anthony Gibb
- 2011  Adam Duggleby
- 2012  Marcel Kalz
- 2013  Thomas Scully
- 2014  Leif Lampater